# ان-فورمیل‌کینورنین
ان'-فورمیل‌کینورنین (به انگلیسی: N'-Formylkynurenine) با فرمول شیمیایی C۱۱H۱۲N۲O۴ یک ترکیب شیمیایی با شناسه پاب‌کم ۹۱۰ است. که جرم مولی آن ۲۳۶٫۲۲۴ g/mol می‌باشد. 